# Gauntlet Dark Legacy
Gauntlet Dark Legacy é um jogo eletrônico do gênero hack and slash da série Gauntlet produzido e distribuído pela Midway Games, foi lançado em 2001 para arcades, PlayStation 2, GameCube, Xbox e game Boy Advance. 
O jogo é considerado uma expansão do Gauntlet Legends, seguindo o mesmo esquema do anterior com fases lineares e destruição de geradores de inimigos, foram adicionadas cinco novas fases e quatro novas classes, além de novos tipos de ataques.